# معبد سنگاکو

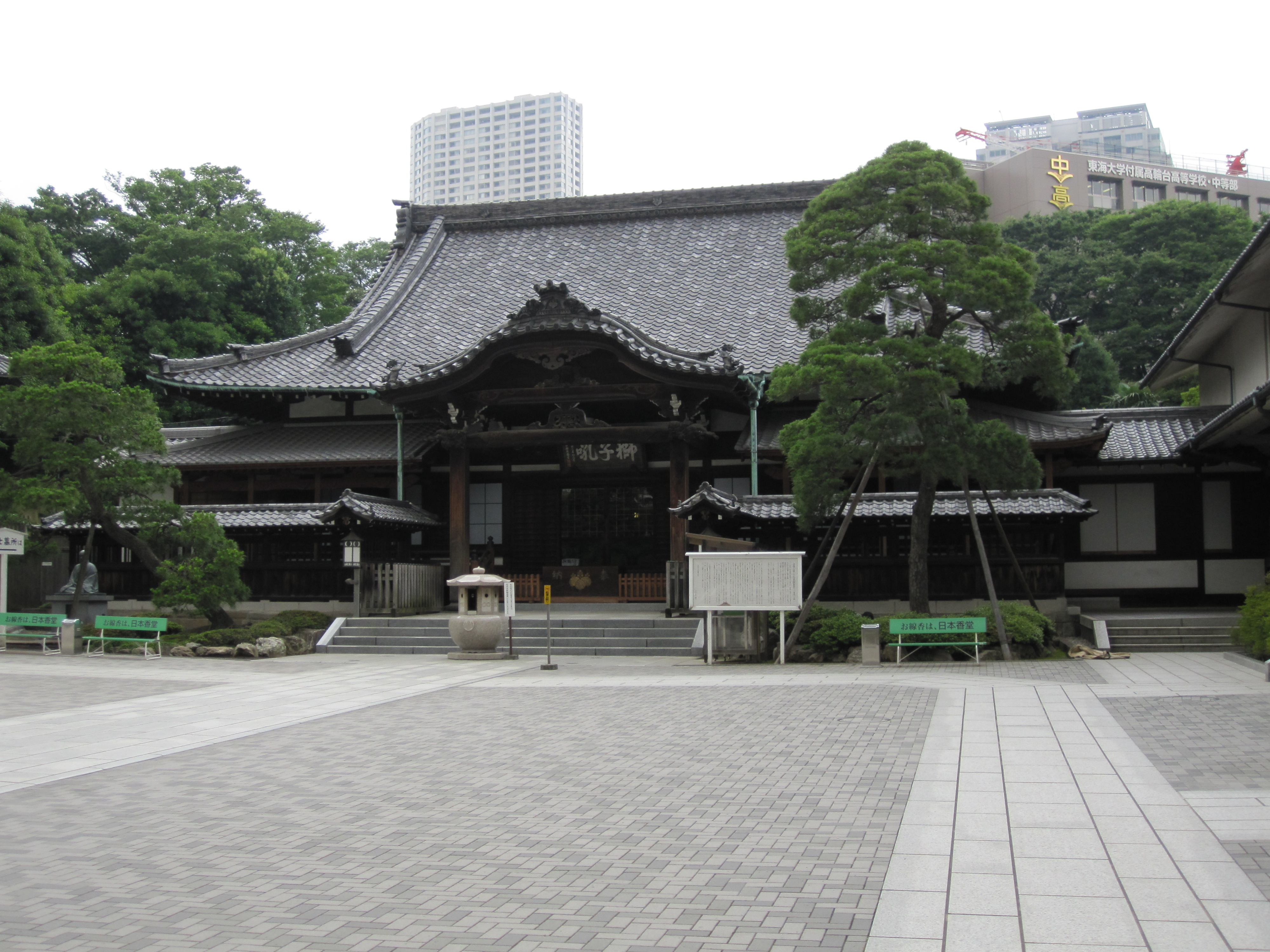
سنگاکوجی

معبد سنگاکو، سنگاکوجی (به ژاپنی: 泉岳寺 Sengaku-ji) در منطقهٔ میناتو در توکیو، پایتخت ژاپن واقع شده و در سال ۱۷۰۲ میلادی ساخته شده‌است. این معبد به داشتن گل‌های آزالیا معروف است.

## رسیدن به معبد
- متروی توئی، خط آساکوسا ایستگاه سنگاکوجی (泉岳寺駅) تا معبد دو دقیقه پیاده راه است.